# José Raúl García
José Raúl García Gonzales (La Ceiba, 13 de marzo de 2004) es un futbolista hondureño. Juega de mediocentro y su equipo actual es el C. D. Lobos UPNFM de la Liga Nacional de Honduras.

## Estadísticas

### Clubes
| Club                       | Div.          | Temporada     | Liga  | Liga  | Copas nacionales | Copas nacionales | Copas internacionales | Copas internacionales | Total | Total | Media goleadora |
| Club                       | Div.          | Temporada     | Part. | Goles | Part.            | Goles            | Part.                 | Goles                 | Part. | Goles | Media goleadora |
| -------------------------- | ------------- | ------------- | ----- | ----- | ---------------- | ---------------- | --------------------- | --------------------- | ----- | ----- | --------------- |
| C. Olimpia D. Honduras     | 1.ª           | 2022-23       | 1     | 0     | —                | —                | —                     | —                     | 1     | 0     | 0               |
| C. Olimpia D. Honduras     | 1.ª           | 2023-24       | 1     | 0     | —                | —                | —                     | —                     | 1     | 0     | 0               |
| C. Olimpia D. Honduras     | Total club    | Total club    | 2     | 0     | 0                | 0                | 0                     | 0                     | 2     | 0     | 0               |
| C. D. Lobos UPNFM Honduras | 1.ª           | 2024-25       | 25    | 0     | —                | —                | —                     | —                     | 25    | 0     | 0               |
| C. D. Lobos UPNFM Honduras | 1.ª           | 2025-26       | 0     | 0     | —                | —                | —                     | —                     | 0     | 0     | 0               |
| C. D. Lobos UPNFM Honduras | Total club    | Total club    | 25    | 0     | 0                | 0                | 0                     | 0                     | 25    | 0     | 0               |
| Total carrera              | Total carrera | Total carrera | 27    | 0     | 0                | 0                | 3                     | 0                     | 27    | 0     | 0               |